# Oldekerk
Oldekerk (Gronings: Ollekèrk) is een dorp in de gemeente Westerkwartier in de provincie Groningen in Nederland. Tot 1990 was Oldekerk een zelfstandige gemeente. Het dorp telde volgens gegevens van het CBS 550 inwoners in 1995, 855 inwoners in 2015 en 1.565 inwoners in 2023.

## Kerk van Oldekerk
Het dorp Oldekerk behoort, ondanks de naam, tot de jongste van het Westerkwartier. De naam verwijst naar een kerk die in het verleden ter plaatse heeft gestaan. Die kerk diende als kerk voor twee buurtschappen: Kuzemer en Oosterzand en werd ongeveer halverwege een kerkpad gebouwd op de plek van het gehucht Eekeburen. Het was een zeer drassig gebied, want bij de kerk lag het Oldekerkermeer. De kerk werd gebouwd op het veenpakket op zandrug, die ter plekke oploopt tot 0,7 meter boven NAP.
De fundamenten van deze kerk en de bijbehorende toren zijn teruggevonden bij opgravingen in 1998. Op basis van deze opgravingen kan iets worden gezegd over hoe de kerk er vermoedelijk uitgezien kan hebben. De kerk werd vermoedelijk gebouwd van baksteen met resten tufsteen. De datering wordt op grond van de plattegrond globaal geschat op ergens rond 1200, dezelfde periode dat ook de (herbouw van de kerk van Hellum, de verbouwing van de kerk van Holwierde en de bouw van de (eveneens afgebroken) kerk van Klein Maarslag tot stand kwamen. Het (westelijke) koor was ongeveer 10 meter lang en 9 meter breed en het (oostelijke) schip ongeveer 15 meter lang en 10 meter breed. Tussen koor en schip bevond zich een triomfboog van minimaal 4 meter breedte. Tegen de westmuur van het schip stond de toren van de kerk. Op de Coenderskaart van 1678 is een zadeldaktoren getekend bij Oldekerk, maar het is onzeker in hoeverre deze weergave op de werkelijkheid berust en of de kerk toen überhaupt nog bestond. Wat voor dakbedekking kerk en toren hadden is niet meer vast te stellen, daar zowel resten van monniken en nonnen, oud-Hollandse ongeglazuurde en blauwgeglazuurde dakpannen zijn gevonden. Op de vloer lagen waarschijnlijk plavuizen. Wanneer de kerk werd afgebroken is onbekend. Zowel de jaartallen 1623, 1625, 1628 als omstreeks 1680 worden genoemd. 1623 is het jaar dat Niekerk, Oldekerk en Faan werden verenigd tot een kerkgemeente. In 1680 gingen Niekerk en Oldekerk opnieuw samen als kerkgemeente. Op de plek van de kerk werd vervolgens een klokkenstoel geplaatst, waarin lange tijd een klok uit 1630 hing van Nicolaes Sicman, die ook de klok van de kerk van Saaksum goot. In 1837 en 1939 werd een nieuwe klokkenstoel geplaatst. De klok werd echter geroofd tijdens de Tweede Wereldoorlog en omgesmolten. Na de oorlog werd er een nieuwe klok in gehangen. In 2000 is opnieuw een nieuwe klokkenstoel geplaatst. Restanten van de fundamenten van de kerk zijn na de opgravingen van 1998 blootgelegd.

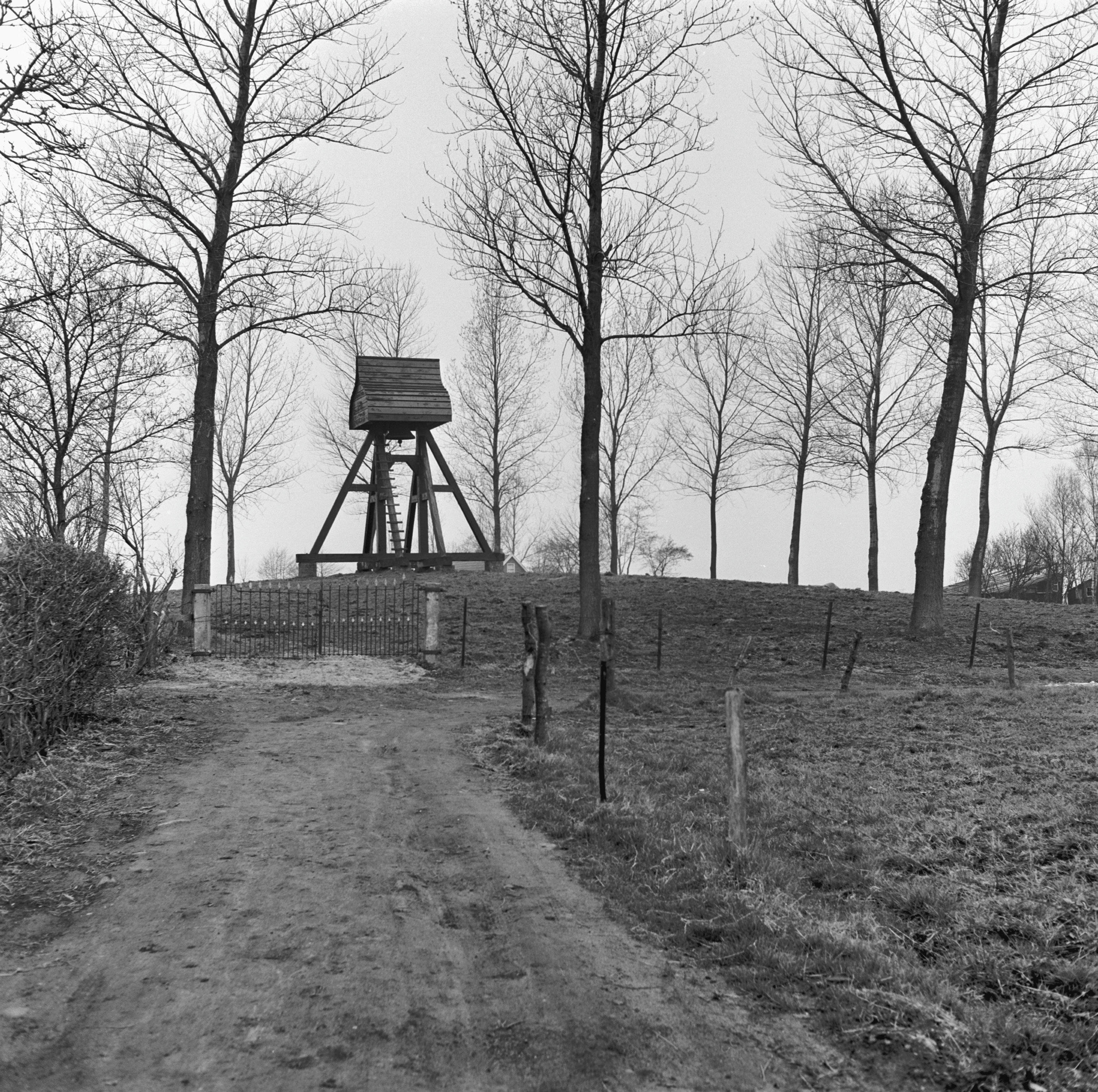
Wierde met de klokkenstoel (1962)
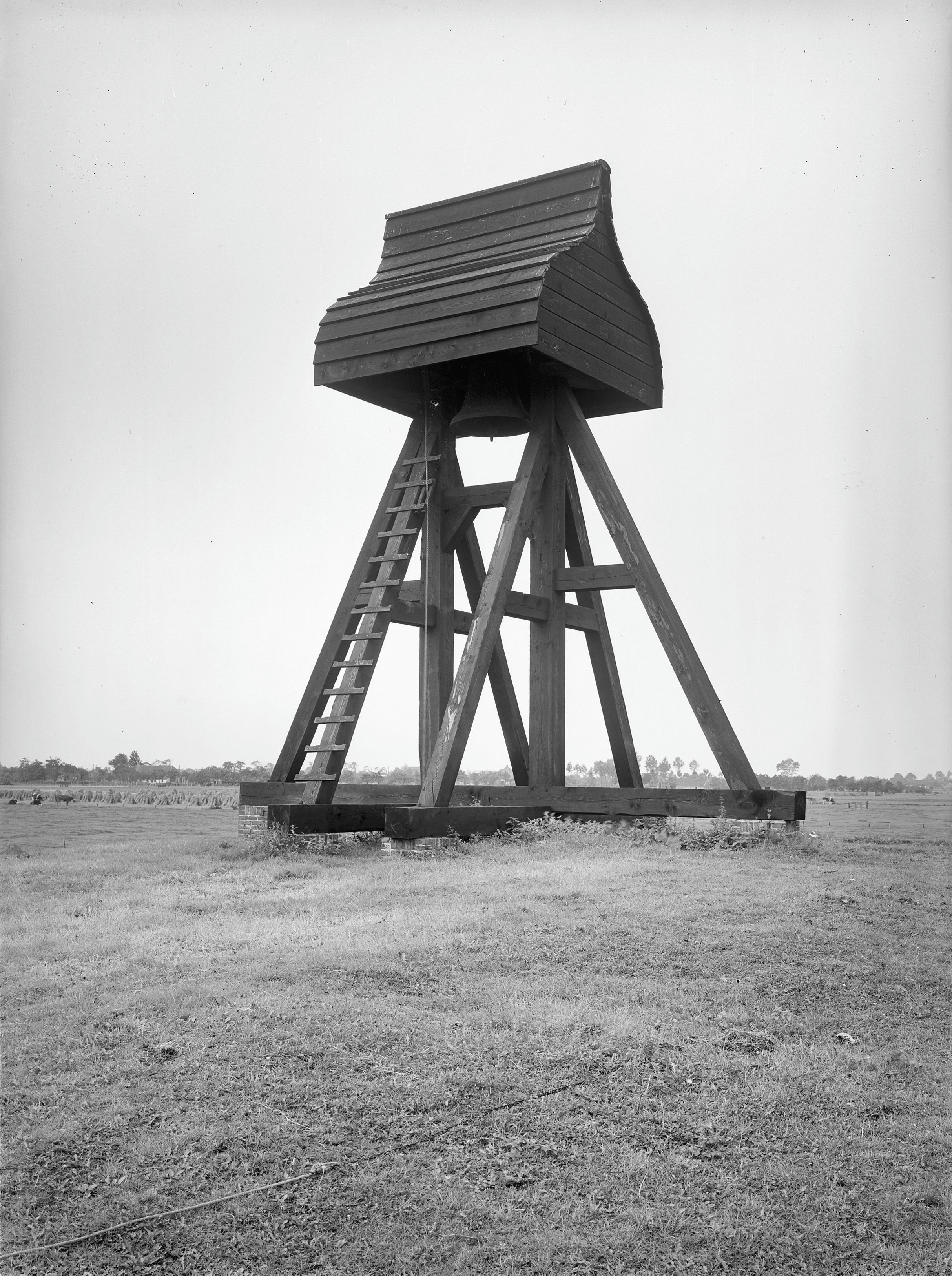
Klokkenstoel met de oude klok (1942)
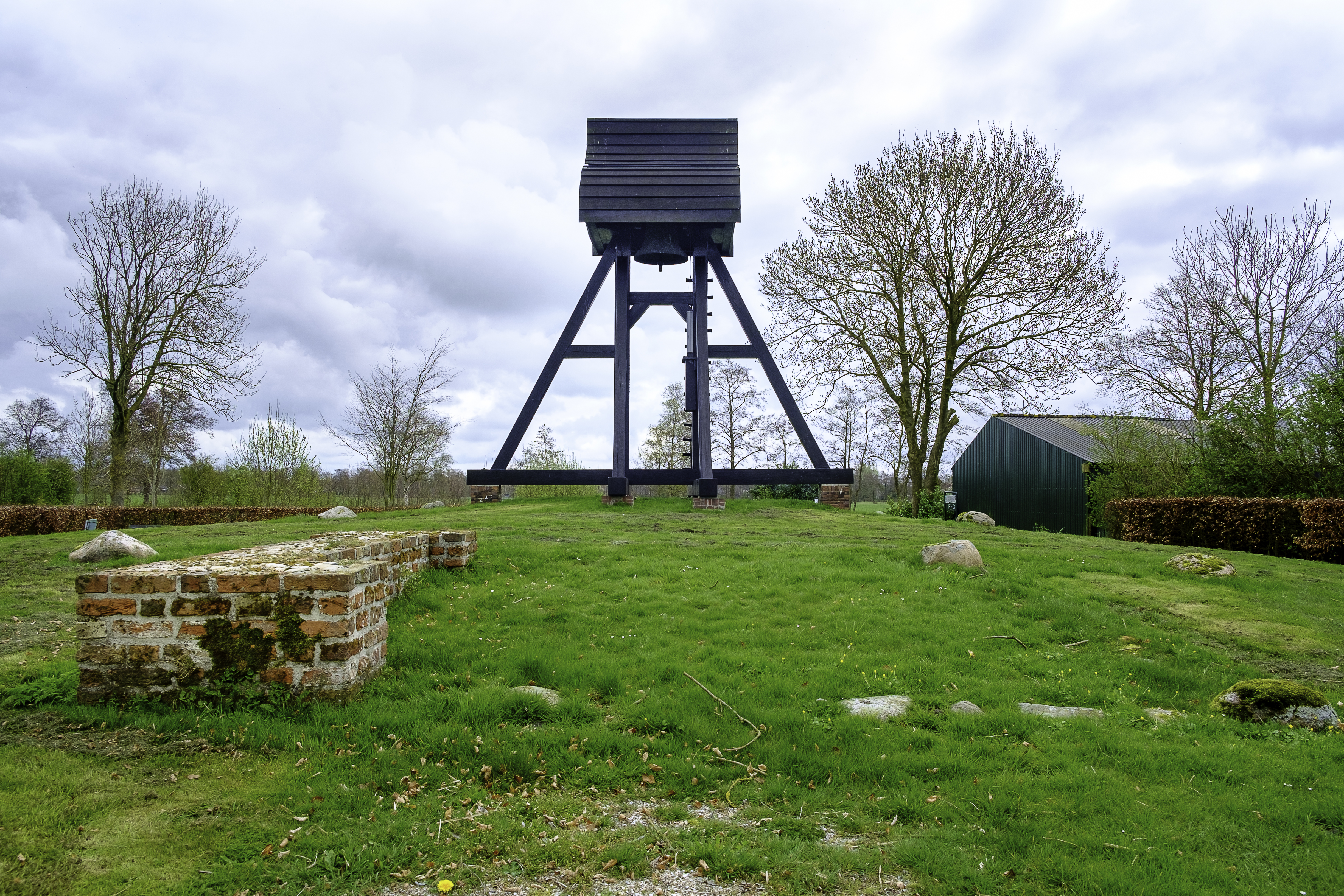
Klokkenstoel met resten van de toren op de voorgrond en de contouren van de kerk op de achtergrond (aangegeven met keien)
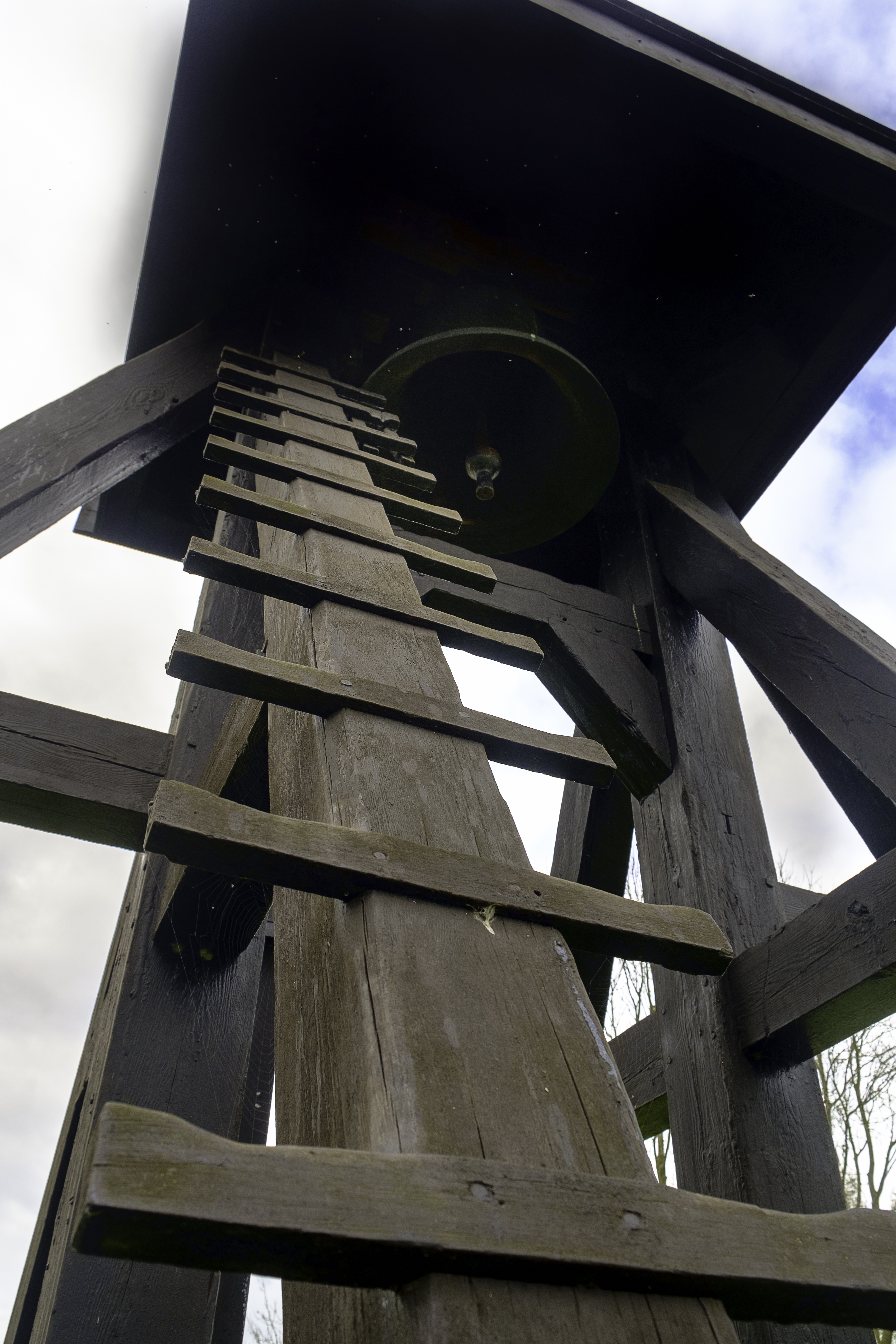
Close-up klokkenstoel

## Ontwikkeling van het dorp
In 1856 werd in het reeds bestaande en iets oostelijker gelegen gehucht Eekeburen een Gereformeerde Kerk gebouwd en enige jaren later ook een christelijke school. Rondom kerk en school groeide de nederzetting Eekeburen steeds verder uit. In 1928 werd er tevens een Landbouwschool gesticht, wat tegenwoordig een vmbo is. De nederzetting Oldekerk lag in die tijd ten westen van Eekeburen en heeft nooit meer omvat dan enkele huizen langs de weg naar Sebaldeburen. In de 20e eeuw werd ook de bebouwing in Eekeburen langzamerhand aangeduid als Oldekerk. De gereformeerde kerk werd in 1966 vervangen door de huidige kerk aan de Eekebuursterweg 9, die tegenwoordig eigendom is van de PKN-gemeente.
Sinds de jaren 1950 is het dorp sterk gegroeid. In de jaren 1940 werd de eerste komvorming gepland in de vorm van een uitbreiding naar het zuiden tussen de Kuzemerweg en de Mensumaweg, die werd gerealiseerd in de jaren 1950. In de eerste helft van de jaren 1970 volgde een uitbreiding aan westzijde van de Kuzemerweg en in de jaren 1980 een uitbreiding ten noorden van de Eekebuursterweg. Ten oosten van deze laatstgenoemde wijk verrees in de jaren 1970 sportcomplex Eekeburen met een overdekt zwembad. Dit complex vormt een visuele scheiding met het dorp Niekerk. In de jaren 1990 werd ten noorden van de laatst gebouwde wijk een nieuwe veel grotere wijk gebouwd, die zich uitstrekt tot aan noordzijde van het sportcomplex. Sinds de jaren 2000 wordt er gebouwd aan de nieuwe wijk Kroonsfeld tussen de laatstgenoemde wijk en de Kroonsfelderweg. Hier moeten 140 huizen verrijzen, waarvan in 2017 honderd waren gerealiseerd.
Ten zuiden van het dorp, ten westen van de Kuzemerweg, werd in 1974 vakantiepark Golden Raand aangelegd. Dit park werd echter geen financieel succes, waarop particulieren in de woningen trokken, iets wat de gemeente gedoogde. In 2007 werd na jarenlang getouwtrek door de provincie Groningen akkoord gegeven om het gebied de woonstatus te geven. Het is de groenste straat van Oldekerk. Ten westen van de Golden Raand werd in de jaren 1980 een dorpsbos aangelegd met het Kuzemerpoeltje en een eendenkooi (Kuzemerkooi), verwijzend naar een eendenkooi die ooit bij het klooster Kuzemer hoorde.

## Voormalige gemeente
Naast Oldekerk bestond de voormalige gemeente uit de dorpen, buurtschappen en gehuchten: Eekeburen, Faan, Kuzemer, Niekerk en Oosterzand. Het gemeentehuis stond in Niekerk. In 1887 werd aldaar een nieuw gemeentehuis gebouwd. Voor die tijd werd vergaderd in het Niekerkse café "Het Oude Gemeentehuis".

## Geboren
- Daan Hoeksema (1879-1935), illustrator, striptekenaar en boekbandontwerper
- Gert Ligterink (1949), schaker